# Galina Iwanowna Dschunkowskaja

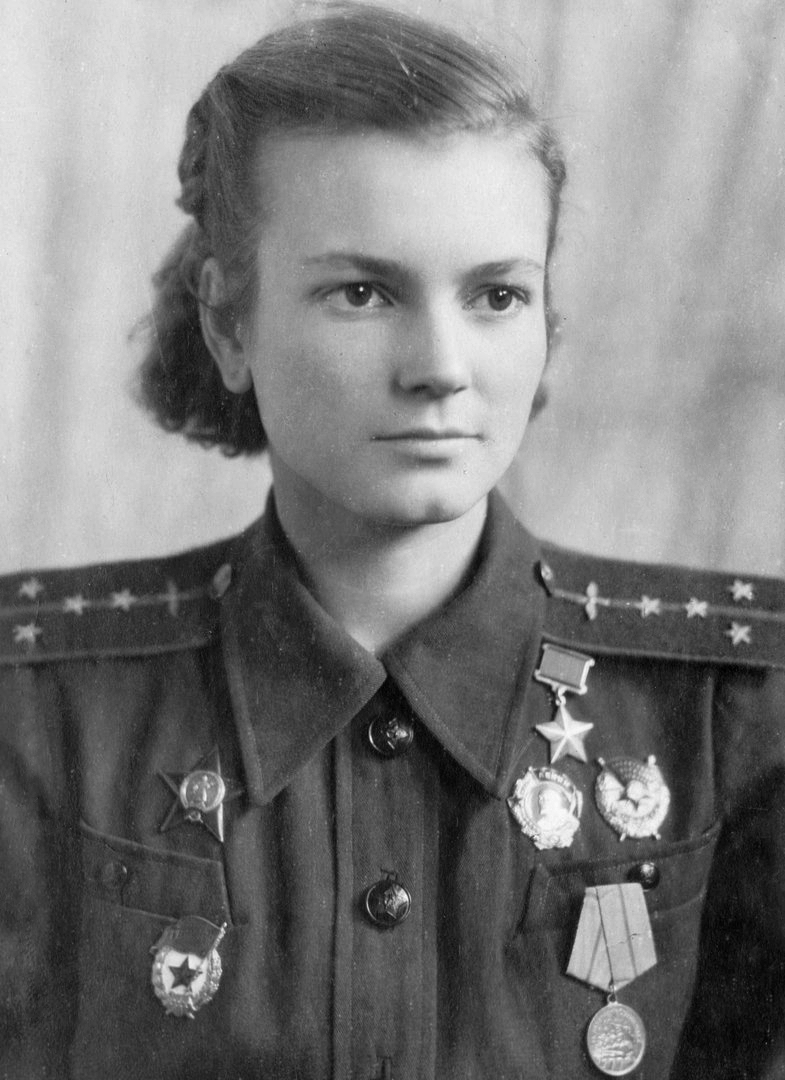
Galina Dschunkowskaja (1945)

Galina Iwanowna Dschunkowskaja (russisch Галина Ивановна Джунковская, * 1922 in Jurkiwka; † 12. September 1985) war eine sowjetische Pilotin.

## Biografie
1938 ging sie nach Grosny, um Medizin zu studieren. Ihr Berufsziel änderte sich jedoch und sie ging nach Moskau, um Luftfahrttechnik zu studieren. Beim Ausbruch des Großen Vaterländischen Kriegs meldete sie sich freiwillig als Krankenschwester und half zusammen mit Mitgliedern des Moskauer Luftfahrtinstituts beim Zivilschutz. Sie meldete sich auf Marina Raskowas Aufruf nach weiblichen Freiwilligen für ihr Fliegerregiment. Sie wurde in Engels zur Navigatorin ausgebildet und dem neu gegründeten 587. Sturzkampfbomberregiment zugeteilt. Diese Einheit setzte die Petljakow Pe-2 ein.
Im Frühjahr 1944 wurde Dschunkowskajas Flugzeug bei ihrem ersten Einsatz in der Weißrussischen Sozialistischen Sowjetrepublik von Flugabwehrfeuer getroffen und ihr Backbordmotor fing Feuer. Sie beendete ihren Bombenangriff und musste in einer niedrigen Höhe von 150 m abspringen. Ihr Flugzeug stürzte ab und sie wurde als gefallen gemeldet. Dschunkowskaja erlitt Verbrennungen im Gesicht. Sie wurde von befreundeten Truppen aufgenommen, erhielt Erste Hilfe und kehrte zu ihrem Stützpunkt zurück.
Bis Dezember 1944 absolvierte Dschunkowskaja 62 Einsätze, nahm an fünf Luftkämpfen teil und schoss zwei feindliche Kampfflugzeuge ab. Am 18. August 1945 erhielt sie den Titel Held der Sowjetunion. Sie diente später im sowjetischen fernen Osten, aber sie ging 1950 wegen ihres schlechten Gesundheitszustands in den Ruhestand, der auf ihren Kriegsdienst zurückzuführen war. Sie absolvierte die Zentralukrainische Staatliche Universität in Kirowohrad und arbeitete als Englischlehrerin.